# Fiorinia arengae
Fiorinia arengae is een schildluis uit de familie van de Diaspididae. De wetenschappelijke naam van de soort werd voor het eerst geldig gepubliceerd in 1934 door Takahashi.